# Diputacions de Cartagena

Les diputacions.

Les diputacions de Cartagena són entitats en les que es divideix el municipi de Cartagena (Espanya). Aquest té un terme municipal que abasta 558,3 km² de superfície. Aquest terme municipal s'estructura en diverses localitats i caserius dispersos que es administren sota la figura de les Diputacions. Dins hi ha nombrosos barris, barriades i caserius. A més l'àrea urbana compta amb nombrosos barris. Per a la seva administració existeix la figura de les Juntes Veïnals, que són els fòrums de decisió de les actuacions municipals a la seva zona d'influència.
Les Juntes Veïnals Municipals es regulen pel Reglament de Participació Ciutadana, Districtes i Juntes Municipals. En cadascuna d'elles existeix, al capdavant de la mateixa, un President nomenat pel Ple.
Els barris de Cartagena s'agrupen en les següents diputacions (entitats col·lectives): Cartagena Casco, San Antonio Abad, El Plan, La Magdalena, Canteras, Santa Lucía, San Félix, El Hondón i Santa Ana.
Altres entitats singulars de població del terme municipal s'agrupen en les següents diputacions (entitats col·lectives):

## Poblacions de Cartagena
| Nom                 | Rang de l'entitat col·lectiva   | Zona                                                     | Població |
| ------------------- | ------------------------------- | -------------------------------------------------------- | -------- |
| Cartagena Casco     | Diputació, capital del municipi | Àrea Urbana Central                                      | 60.905   |
| San Antonio Abad    | Diputació                       | Àrea Urbana Central                                      | 44.865   |
| El Plan             | Diputació                       | Àrea Urbana Central                                      | 35.674   |
| Rincón de San Ginés | Diputació                       | Sols turístics del Litoral Llevant                       | 11.061   |
| Canteras            | Diputació                       | Àrea Urbana Central                                      | 10.288   |
| El Algar            | Diputació                       | Creixements metropolitans a l'Est                        | 7.735    |
| Santa Lucía         | Diputació                       | Àrea Urbana Central                                      | 6.544    |
| La Palma            | Diputació                       | Sols agrícoles del Camp de Cartagena                     | 5.423    |
| Pozo Estrecho       | Diputació                       | Sols agrícoles del Camp de Cartagena                     | 4.845    |
| La Aljorra          | Diputació                       | Sols agrícoles del Camp de Cartagena                     | 4.848    |
| La Magdalena        | Diputació                       | Àrea Urbana Central                                      | 3.817    |
| Alumbres            | Diputació                       | Àrea Urbana Central i Creixements metropolitans a l'Est  | 3.433    |
| Albujón             | Diputació                       | Sols agrícoles del Camp de Cartagena                     | 2.992    |
| San Félix           | Diputació                       | Àrea Urbana Central                                      | 2.649    |
| Santa Ana           | Diputació                       | Àrea Urbana Central                                      | 2.504    |
| El Beal             | Diputació                       | Sols turístics del Litoral Llevant                       | 2.302    |
| Lentíscar           | Diputació                       | Sols agrícoles del Campo de Cartagena                    | 2.062    |
| Perín               | Diputació                       | Zona Rural de l'Oest i Sols turístics del Litoral Ponent | 1.792    |
| Los Puertos         | Diputació                       | Zona Rural de l'Oest i Sols turístics del Litoral Ponent | 1.528    |
| Miranda             | Diputació                       | Sols agrícoles del Campo de Cartagena                    | 1.414    |
| El Hondón           | Diputació                       | Àrea Urbana Central i Creixements metropolitans a l'Est  | 1.091    |
| Campo Nubla         | Diputació                       | Zona Rural del Oeste                                     | 333      |
| Los Médicos         | Diputació                       | Sols agrícoles del Camp de Cartagena                     | 131      |
| Escombreras         | Diputació                       | Creixements metropolitans a l'Est                        | 8        |

| Àrea                        | Rang                                                                    | Població |
| --------------------------- | ----------------------------------------------------------------------- | -------- |
| Ciutat de Cartagena         | Área Urbana Central                                                     | 171.770  |
| Resta Municipi de Cartagena | Creixements metropolitans, sòls turístics, sòls agrícoles, zones rurals | 46.474   |
| Municipi de Cartagena       | Municipi                                                                | 218.244  |

| Cartagena Casco  | Barriada de San Ginés - Barriada de la Virgen de la Caridad - Casco Antiguo - Ensanche                                                                                                   |
| San Antonio Abad | Barrio de la Concepción - Barrio Peral - San Antonio Abad - Urbanización Media Sala - Urbanización Mediterráneo - Urbanización Nueva Cartagena - Barriada de Villalba - Casas de Sevilla |
| El Plan*         | Los Barreros - Barriada Cuatro Santos - Barriada Hispanoamérica - Urbanización Castillitos - Los Dolores - Los Gabatos - Polígono de Santa Ana                                           |
| Canteras*        | Canteras- Los Garcías - Los Patojos - Tentegorra - Poblado de Marina - El Rosalar - La Vaguada - La Loma - San Jose Obrero - Urb. Alcalde de Cartagena                                   |
| Santa Lucía      | Santa Lucía - Los Mateos - Lo Campano - Barriada Santiago |
| La Magdalena*    | Molinos Marfagones - Residencial Buenos Aires |
| Alumbres*        | Vista Alegre |
| San Félix*       | La Asomada - Lo Baturno - La Piqueta - La Vereda |
| Santa Ana*       | Santa Ana - Molino Derribado - Ventorrillo |
| El Hondón        | Torreciega - Los Jorqueras - Media Legua |

| El Plan*            | Bda. California - La Guia - El Plan - La Baña |
| Rincón de San Ginés | Atamaría - Las Barracas - Los Belones - Cabo de Palos - Cala Reona - Cobaticas - Islas Menores - La Manga - Mar de Cristal - Los Nietos - Los Nietos Viejos - Playa Honda - El Sabinar - Playa Paraíso |
| El Algar            | El Algar - Los Rizos - Los Ruices - Los Urrutias |
| La Palma            | La Aparecida - Los Balanzas - Lo Campero - Los Carriones - Los Conesas - Fuente Amarga - La Palma - Palma de Arriba - Los Salazares                                                                    |
| Pozo Estrecho       | Pozo Estrecho - La Rambla - Los Roses - Los Sánchez - Las Lomas |
| La Aljorra          | La Aljorra - Los Carrascosas - Los Barberos - Los Navarros - Los Nicolases - Los Nietos - Río Seco - Los Roses - Torre Calín                                                                           |
| La Magdalena*       | Los Carriones - Los Castillejos - Cuesta Blanca de Abajo - El Higueral - La Magdalena - El Palmero - Pozo Los Palos - San Isidro - Los Segados - Los Simonetes                                         |
| Alumbres*           | Alumbres - Barranco - Borricen - El Ferriol - El Gorguel - El Porche |
| Albujón             | Albujón - Las Casas - Esparragal - Las Lomas - La Mina |
| San Félix*          | Los Camachos |
| Santa Ana*          | Los Piñuelas |
| El Beal             | El Beal - Estrecho de San Ginés - Llano del Beal - San Ginés de la Jara |
| Lentiscar           | Los Beatos - El Carmolí - Los Castillejos - La Puebla - Punta Brava - Los Roses - Los Rosiques - Lo Tacón                                                                                              |
| Perín               | La Azohía - Campillo Adentro - La Corona - Cuesta Blanca de Arriba - Los Flores - Galifa - Peñas Blancas - Perín - El Portús                                                                           |
| Los Puertos         | Los Álamos - El Cañar - Los Cañavates - Ermita de Santa Bárbara - Los Fuentes - Puertos de Santa Bárbara - Isla Plana - Los Pérez de Arriba - Los Puches - Valdelentisco - Venta del Señorito          |
| Miranda             | Las Casicas - Los Gallos - Miranda - Los Vidales |
| Campo Nubla         | Los Arroyos - Casas de Tallante - Casas del Molino - Collado de Tallante - Ermita de Tallante - Los Escabeas - La Manchica - Los Navarros Bajos - Los Pérez - Rincón de Tallante                       |
| Los Santos Médicos  | Los Médicos - La Vereda - Los Vidales |
| Escombreras         | Escombreras |
| Canteras*           | Los Diaz - La Algameca |

Aquelles diputacions assenyalades amb un * posseeixen algunes entitats dins de l'àrea urbana i unes altres fora d'ella.
| Districte 1 | Campo Nubla, Canteras, La Magdalena, Perín i Los Puertos             |
| Districte 2 | Albujón, La Aljorra, Miranda, Pozo Estrecho, Santa Ana i Los Médicos |
| Districte 3 | El Plan i San Félix                                                  |
| Districte 4 | Cartagena Casco i San Antonio Abad                                   |
| Districte 5 | Alumbres, Escombreras, Hondón i Santa Lucía                          |
| Districte 6 | La Palma i Lentiscar                                                 |
| Districte 7 | El Algar, Beal i Rincón de San Ginés                                 |